# Žlobinský rajón
Žlobinský rajón (rusky Жлобинский район, bělorusky Жлобінскі раён, ukrajinsky Жлобінський район) je územně-správní jednotkou na severu Homelské oblasti v Bělorusku. Administrativním centrem rajónu je město Žlobin (rusky Жлобин, bělorusky Жлобін).

## Geografie
Rozloha rajónu je necelých 2 111 km². Rajón hraničí s Rahačoŭským, Buda-Kašaljoŭským, Rečyckým a Svetlahorským rajónem v Homelské oblasti  a Babrujským rajónem v Mohylevské oblasti.
Hlavními řekami jsou Dněpr, Berezina a Dobasna. V rajónu se nachází biologická rezervace Smyčok a částečně i Vydryca.

## Historie
V roce 1919 se stal Žlobin centren Žlobinské farnosti a 17. července 1924 centrem nově vznikajícího Žlobinského rajónu. V červenci 1925 byl sídlu Žlobin udělen statut města. V lednu 1938 byl v důsledku nového správního rozdělení Žlobinský rajón předán Homelské oblasti.

## Doprava
Dopravní infrastruktura zahrnuje železniční trať Minsk—Homel a Orša—Kalinkavičy a silniční spojení Babrujsk—Homel, Rahačoŭ—Svetlahorsk. Na řekách Berezina a Dněpr funguje i vodní doprava.

## Demografie
Podle sčítání lidu, které byl proveden v roce 2009, ve Žlobinském rajónu žije 104 871 obyvatel, což činí 49,94 obyvatel/km².
Základem populace jsou Bělorusové s 84.95 % a dále Rusové (9.26 %), Ukrajinci (1.84 %) a ostatní (3.95 %). Na území rajónu existuje 156 sídel.

## Pamětihodnosti
- Čyrvony Bjerah: památka palácové architektury XIX. století

- Strešyn: pokrovských chrám z roku 1807 — architektonická památka klasicismu

- Pirevičy: kostel Všech svatých z roku 1902 — architektonická památka neo-ruského stylu

- Ljady: větrný mlýn ze XIX. století

## Známí lidé
- Sjarhej Pjatrovič Aniščanka (Сяргей Пятровіч Анішчанка) — Hrdina Sovětského svazu (1945).

- Makar Ulasavič Bartašoŭ (Макар Уласавіч Барташоў; * 1909 Žlobin – 1948) — plukovník, velitel 12. letecké divize, Hrdina Sovětského svazu

- Dzmitryj Vasiljevič Bjarnacki (Дзмітрый Васільевіч Бярнацкі) — Hrdina Sovětského svazu

- Semjen Michajlovič Bytovoj (* 1909 Žlobin – 1985) — sovětský básník

- arcibiskup Vasilij — biskup ruské pravoslavné církve

- Jevgenij Nikiforvič Gavrilčik (* 1928 Čyrvony Bjerah – 2001) — zasloužený mistr odborného školství BSSR (1985)

- Ljubov Martinovna Golovač (* 1921 Čyrvony Bjerah) — lékařka a čestný občanka Svetlahorsku (1992), Svetlahorský rajón

- Zinovij Jakovljevič Dvorkin (* 1907 Žlobin – 1983) — sovětský vojenský velitel, nadporučík-generál

- Aljeksandr Pětrovič Kapustin — člen Svazu spisovatelů Běloruska, člen Svazu novinářů Běloruska, autor sbírek Sud vyrašyŭ (1975), Skažu praŭdu (1979), Byc čelavěkam (Být člověkem; 1981), Na chvaljach Njavy (1992) a jiné

- Mikalaj Ivanavič Kiraŭ (Мікалай Іванавіч Кіраў; 1955 Strešyn) — sportovec, bronzový medailista z olympijských her v roce 1980 a šestinásobný mistr SSSR

- Nikolaj Aljeksandrovič Kovjazin (* 1898 Žlobin – 1950) — běloruský sovětský režisér, pedagog, výtvarník, divadelní postava, čestný umělec běloruské SSR (1949)

- Vasil Ivanavič Kazloŭ (Васіль Іванавіч Казлоў; * 1903 Zahraddze, Zlobinský rajón – 1967 Minsk) — běloruský státník, jeden z organizátorů a vůdců partyzánského hnutí v Bělorusku během druhé světové války (1941—1945) a Hrdina Sovětského svazu (1942), byla po něm pojmenována vysoká škola №8 ve městě Žlobin (1968)

- Viktor Pětrovič Lisněvskij (* 1908 Čarcjož – 1987 Družkivka) — držitel Řádu slávy, čestný občan Družkovky (Doněcká oblast)

- Uladzimir Mikalajevič Lavjecki (Уладзімір Мікалаевіч Лавецкі) — stříbrný medailista z olympijské hry 1972 v Mnichově na triti 4 × 100 metrů, stříbrný medailista z Univerziády v roce 1973

- Ivan Ignatěvič Michalkjevič (* 1895 Čarcjož – 1989 Moskva) — generálmajor v inženýrství a tankiství

- Anton Ničyparavič (Nikifaravič) Saŭčanka (Антон Нічыпаравіч (Нікіфаравіч) Сеўчанка; * 1903 Dzjaniskavičy – 1978 Minsk) — běloruský fyzik, akademik Akademie věd běloruské SSR (1953), doktor fyzikálních a matematických věd, profesor (1953), Hrdina socialistické práce (1971), čestný vědec Běloruska (1967)